# Commission de la copie privée
En France, la commission de la copie privée, appelée également « commission dite de l'article L. 311-5 du code de la propriété intellectuelle », ou « commission d'Albis » (du nom de son rapporteur Tristan d'Albis), est une émanation de la loi Lang du 3 juillet 1985 créée à l'époque dans le but de rémunérer les auteurs, les artistes interprètes et les producteurs de phonogrammes ou vidéogrammes au titre de la reproduction de leurs œuvres pour un usage privé.
La commission était initialement une réponse à la démocratisation de l'usage de la cassette audio permettant de réaliser une copie privée d'une cassette achetée. Les supports visés sont également la cassette vidéo (VHS, V2000). Le montant de la rémunération est acquitté par l'importateur et se retrouve finalement dans le prix de vente public. 
La commission a été reconstituée en 2000, avec l'intégration d'un nouveau représentant, l'industrie musicale. Elle a alors actualisé la liste des supports sur lesquels la rémunération est assise et l'assiette de cette rémunération, en réponse à l'arrivée des nouveaux supports numériques et de l'accès à Internet à haut débit.
Furent progressivement assimilés les supports numériques tels les CD-R ou DVD-R en 2001, puis, au fur et à mesure des évolutions technologiques en matière de stockage numérique, les périphériques de stockage tels les clés USB, les lecteurs MP3 [réf. souhaitée], les disques durs externes, les cartes mémoire et bientôt autres lecteurs multimédias. Le 14 décembre 2010, la commission a voté le principe d'un déplafonnement pour les clés USB, les cartes mémoires et les disques durs externes, ce qui permet de calculer la redevance selon un pourcentage, sans montant ni capacité butoir. Sur un disque d'une capacité de 2 To à 83 € hors taxe, « le barème TTC était de 23,92 € » ; « avec le nouveau barème on passe à 38,27 € - soit à peu près 15 € de plus ». On atteint donc une redevance à hauteur de 46 % du prix brut. La redevance a aussi été mise en place sur les ardoises numériques de type iPad.

## Fonctionnement
La commission est composée de douze membres représentants les ayants droit, six les industriels et six les associations de consommateurs. L'équilibre de cette commission est critiqué notamment par UFC-Que choisir qui dénonce un déséquilibre ne permettant pas aux associations de consommateurs de peser sur les montants exigés. Par ailleurs, entre 2011 et 2014 six des montants ont été annulés par le Conseil d'État,. Le sénateur Jean-Pierre Plancade dénonce « un processus de décision déséquilibré au sein de la commission pour copie privée et conduisent à des décisions quasiment toujours en faveur des ayants droit, sans débat contradictoire. ».
Dans un communiqué de presse commun, le collège des ayants droit nie un tel déséquilibre et défend que les barèmes sont toujours adoptés avec des voix des représentants des consommateurs.
En novembre 2012, le collège des industriels démissionne collectivement, dénonçant entre autres son manque de représentativité. En réponse, Aurélie Filippetti, ministre de la culture, refuse leur démission en décembre 2012, et exige que les industriels votent les barèmes avec lesquels ils sont en désaccord. La commission ne se réunit ensuite plus jusqu'en octobre 2015.
En octobre 2019, les représentants des consommateurs envisagent également une démission collective, considérant qu'ils n'ont pas d'utilité.
Les coûts de fonctionnement de cette commission s'élèvent à 15 360 euros en 2020. Ils correspondent à la rémunération de son président.

## Transparence
Les rapports et les études d'impact de la commission copie privée sont rarement publiés, demandent une requête à la Commission d'accès aux documents administratifs, ou bien nécessitent de se déplacer physiquement à Paris pour consulter la version papier, même si la version numérique existe,,. Certains rapports restent inaccessibles.
En octobre 2012, plusieurs députés de différents bords politiques, dont Lionel Tardy, demandent au gouvernement plus de transparence sur les mécanismes de la copie privée, mais sans succès.
En avril 2014, un décret doit rendre la commission de la copie privée plus transparente.
En 2015, le Parlement européen doit étudier l'harmonisation du mécanisme de copie privée, alors que Julia Reda, eurodéputée du Parti pirate allemand pointe le manque de transparence du mécanisme.